# Anton Salg
Anton Salg (* 1880 oder 1881; † 12. Januar 1940) war ein deutscher Fußballspieler und -funktionär. 

## Leben
Von 1896 bis 1899 war Anton Salg als Fußballspieler beim FC Karlsvorstadt aktiv. Im Jahre 1899 gründete er mit 20 weiteren jungen Männern den FC Stuttgarter Kickers. Er war als Gründungsmitglied auch Teil der ersten Vorstandschaft des Vereins, dabei fungierte er als Kassierer der Cickers. Später war Salg auch als 2. Vorsitzender bei den Kickers aktiv. Zwischen 1911 und 1912 war er auch Vorsitzender des Vereins. 
Im Januar 1940 starb Salg im Alter von 59 Jahren.